# Obama Day
Obama Day fut célébré au Kenya le 6 novembre 2008 en l'honneur de la victoire de Barack Obama à l'élection présidentielle américaine de la même année,.
Ce jour férié unique fut instauré par le président Mwai Kibaki peu après l'annonce de la victoire de Barack Obama dont le père était kényan.